# Live 2013 "Roots of SSW"
Albums de Māya Sakamoto
Singer-Songwriter
(2013)
Live 2013 "Roots of SSW" est le 1er album live digital de Māya Sakamoto, sorti sous le label Victor Entertainment le 5 février 2014 au Japon. Il contient la version audio de son concert LIVE 2013 "Roots of SSW" au Bunkamura Orchard Hall du 25 avril 2013.

## Liste des titres
| 1.  | Tooku (遠く) |  |
| 2.  | Sunshine (サンシャイン) |  |
| 3.  | Grapefruit (グレープフルーツ)                                                                                                   |  |
| 4.  | Watashi wa Oka no Uekara Kabin wo Nageru (私は丘の上から花瓶を投げる)                                                           |  |
| 5.  | Nicola (ニコラ) |  |
| 6.  | Ask. |  |
| 7.  | Kaminari (カミナリ) |  |
| 8.  | Kyokuya (極夜) |  |
| 9.  | Shippo no Uta (Instrumental) (しっぽのうた)                                                                                     |  |
| 10. | Cloud 9 |  |
| 11. | Colors |  |
| 12. | Park amsterdam (the whole story)                                                                                                |  |
| 13. | Naritai (なりたい) |  |
| 14. | Scrap ~ Wakare no Uta (スクラップ～別れの詩)                                                                                    |  |
| 15. | Medley "Roots of SSW" (Mameshiba ~ Platinum ~ Kiseki no Umi ~ Yubiwa ~ Yakusoku wa Iranai ~ Yubiwa ~ Magic Number ~ Hikari Are) |  |
| 16. | Singer-songwriter (シンガーソングライター)                                                                                      |  |